# Senran Kagura 2: Deep Crimson
Senran Kagura 2: Deep Crimson (閃乱カグラ2 -真紅-?, Senran Kagura 2: Shinku) è un videogioco del 2014 sviluppato dalla Tamsoft per Nintendo 3DS. 
Il gioco è un sequel diretto di Senran Kagura Burst del 2012.

## Trama
Dōgen sta usando il potere delle demoniache creature Yoma per devastare il Giappone e le ragazze dell'Accademia Hanzō e della neo-costituita Crimson Squad dovranno mettere da parte le loro differenze e e la loro rivalità per fermarlo. In questo gioco vengono introdotti due nuovi personaggi: Kagura e Naraku.

## Modalità di gioco
Senran Kagura 2: Deep Crimson è un picchiaduro a scorrimento con un sistema di combattimento simile a Senran Kagura Burst, anche se rispetto al predecessore vengono introdotte due principali novità: la prima novità consiste nell'introduzione del combattimento in coppia, con la possibilità di scambiare tra due personaggi in qualsiasi momento durante una battaglia e di utilizzare tecniche speciali combinate; la seconda novità consiste invece nell'abbandono dello scorrimento orizzontale con l'adozione di un'ambientazione più profonda e con la conseguente possibilità di attaccare in tutte le direzioni e di esplorare alcuni livelli.
Oltre alla campagna principale vi sono le modalità Special Mission e Yoma's Nest. Nella modalità Special Mission vengono imposte delle regole particolari di combattimento ed una volta completate vengono date come ricompensa delle Shinobi Stone, che se equipaggiate apportano dei particolari benefici al personaggio. La modalità Yoma's Nest è invece una sorta di modalità sopravvivenza in cui bisogna completare missioni sempre più difficili, la cui ricompensa è costituita da armi e costumi da utilizzare per modificare esteticamente le protagoniste.
Il gioco offre anche la possibilità di giocare in due giocatori in modalità multiplayer co-op locale e online, con entrambi i giocatori che giocano insieme le missioni della storia principale o apposite missioni speciali.

## DLC
La categoria Mission Shop, di Senran Kagura 2: Deep Crimson, permetterà di effettuare il download di 4 DLC: Waist-Deep, Hipster, Busticated  e Murasame , per un totale di 9769 blocchi. 
Ogni DLC oltre ad aggiungere missioni, completi ed accessori, offrirà anche altro: Waist-Deep darà la possibilità di usare le sexy ragazze ninja in versione Hinamatsuri, Hipster permetterà di effettuare delle missioni su un falco azzurro, Busticated permetterà di modificare il seno delle ragazze e Murasame  darà la possibilità di rendere giocabile il personaggio di Murasame, fratello di Ikaruga. 
Il DLC di Busticated offrirà 12 tipi di grandezze di seno differenti: mirai, cherries, peaches, apples, baseballs, snow globes, cantaloupes, basketballs, cannonballs, beach balls, wreeking balls and zeppelins. 
Il DLC di Murasame  sarà gratuito solo per i possessori del gioco precedente, Senran Kagura Burst.

## Edizioni
Oltre che nella versione Physical Edition standard, il gioco venne distribuito in Europa sul sito della Marvelous nelle seguenti edizioni limitate:
- Earlybird Physical Edition:  edizione limitata di 50 copie che veniva offerta a prezzo scontato.
- Happy Boobs Edition!: versione che includeva 2 cd con la colonna sonora del gioco, adesivi delle accademie Hanzo e Hebijo, un poster e la 'Happy Boobs' Edition box.
- Shinobi Collector's Edition: versione che includeva i gadget della Happy Boobs Edition più un tappetino per mouse con "seni" sporgenti in 3D ed un certificato Shinobi.
- Ultimate Shinobi Collector's Edition: edizione limitata di 50 copie che includeva i gadget della Ultimate Shinobi Collector's Edition con in più un certificato firmato dal creatore della serie, Kenichiro Takaki.